# 오규철 (배우)
오규철(1989년 6월 8일 ~ )은 대한민국의 배우이다.

## 출연

### 영화
- 《아워 미드나잇》 (2021년) - 규철 역
- 《생각의 여름》 (2021년) - 남희 역
- 《은미》 (2019년) - 완철 역
- 《장사리: 잊혀진 영웅들》 (2019년) - 마을 인민군 2 역
- 《검은 여름》 (2019년)
- 《휴가》 (2017년)
- 《폭력의 씨앗》 (2017년) - 대웅 역
- 《판도라》 (2016년) - 저장수조 복구조 역
- 《블루스 이야기》 (2015년)
- 《탄피》 (2014년)
- 《황소개구리》 (2013년)